# Верхнегусынский
Верхнегусынский — упразднённый хутор в Верхнедонском районе Ростовской области. На момент упразднения входит в состав Новониколаевского сельсовета. В 2001 году исключен из учётных данных.

## География
Располагался на реке/балке Гусынка (приток Малой Песковатки), на расстоянии приблизительно в 7,5 км (по прямой) к северо-о-востоку от станицы Шумилинская.

## История
Хутор станицы Казанской.
По данным на 1925 год хутор входил в состав Шумилинского сельсовета Казанского района Донецкого округа. Хутор состоял из 13 дворов.
В советское время на хуторе располагалась свиноферма совхоза «Шумилинский».

## Население
По данным на 1925 год на хуторе проживало 76 человек, в том числе 35 мужчин и 41 женщина.